# Scènes de plage à Trouville par Eugène Boudin
Eugène Boudin peint ses premières scènes de plage vers 1860, à l'instigation de son ami Ferdinand Martin.

## La Modernité
Après une tentative d’installation à Paris, Boudin se retire à Trouville-sur-Mer, en 1862. Au même moment, à Paris, Édouard Manet (1832-1883) peint La Musique aux Tuileries. Manet et Boudin sont alors en contact avec Charles Baudelaire (1821-1867), partisan de la “modernité”. La mode, par essence fugitive, les navires à vapeur, les réverbères sur la jetée, les architectures balnéaires, représentés par Boudin, appartiennent au vocabulaire de cette “modernité”.

## Trouville station balnéaire à la mode
Trouville-sur-Mer est une station balnéaire, avec son propre casino et ses hôtels de luxe, desservie par les nouvelles lignes de train en provenance de Paris. Les citadins aisés y profitent d'un nouveau type de vacances : les vacances à la plage. Certaines personnes y nagent (portant les nouveaux costumes de bain audacieux), mais beaucoup se rassemblent juste pour profiter de l'air marin et y poursuivre leurs relations sociales.
La gare de Trouville ouvre en 1863. Vêtus de crinolines impeccables et de hauts-de-forme formels, les riches touristes des compositions de Boudin illustrent la bourgeoisie nouvellement enrichie qui afflue vers la côte depuis Paris. Dans La Plage, près de Trouville, en 1865, conservée au Musée Artizon à Tokyo, l’homme debout au centre du groupe de gauche, coiffé d'un chapeau melon, est le baron de Rothschild et la femme assise en blanc, avec une ombrelle, est l'Impératrice Eugénie. Dans La Princesse Pauline Metternich sur la plage, réalisé vers 1865-1867, Boudin représente Pauline Metternich, épouse de l'ambassadeur d'Autriche à la cour de Napoléon III, célèbre icône de style simple mais chic. A part l'impératrice Eugénie, aucune femme n'aurait suscité plus d'intérêt sur la plage que son amie la princesse Metternich.
L'attitude de Boudin envers ses sujets n'était pas nécessairement sympathique et, en 1867, il décrivit ces scènes de plaisir de la classe supérieure comme «une mascarade dégoûtante» et ses sujets comme des «parasites horribles».

## Technique et succès
Affirmant que « trois coups de pinceau de la nature valent plus que trois jours d'atelier », Boudin peint sur de petits panneaux de bois faciles à transporter et à ranger, ce qui lui permet de peindre en extérieur. Sa rapidité d'exécution et un style libre confèrent à son art une instantanéité et un caractère d’esquisse.
Le genre connaît très vite un vif succès auprès des amateurs, à tel point que l'artiste écrit à son frère en 1865 : « je ferai autre chose, mais je serai toujours le peintre des plages ».
Entre 1860 et 1896, il exécute près de trois cents peintures de ces plages « à crinolines ». Mais parmi les quelque 4500 peintures d’Eugène Boudin répertoriées à ce jour, seulement 8 % représentent des « plages à crinoline ».

## Les différentes périodes

### Années 1860-1871
Les années 1860-1871, sont sa période la plus fructueuse sur ce thème.
| Image | Thème          | Titre                                         | Date      | Technique                              | Dimensions     | Lieu de Conservation                                  | Référence                                   |
| ----- | -------------- | --------------------------------------------- | --------- | -------------------------------------- | -------------- | ----------------------------------------------------- | ------------------------------------------- |
|       | Paysage        | Une scène de plage à Trouville                | 1860 vers | huile sur carton marouflée sur panneau | 21 × 31 cm     | Ashmolean Museum, Oxford                              | Art UK consulté le 05/04/2022               |
|       | Scène de genre | La Jetée à Trouville : soleil couchant        | 1862      | huile sur panneau                      | 26 × 48 cm     | Ashmolean Museum , Oxford                             | Art UK consulté le 05/04/2022               |
|       | Scène de genre | Scène de plage à Trouville                    | 1863      | huile sur panneau                      | 34,8 × 57,5 cm | Washington, National Gallery of Art                   | Musée                                       |
|       | Paysage        | Plage à Trouville                             | 1863      | huile sur panneau                      | 25,4 × 46,4 cm | Hartford, Wadsworth Atheneum                          | Musée                                       |
|       | Scène de genre | Sur la plage à Trouville                      | 1863      | huile sur panneau                      | 25,4 × 45,7 cm | New York, Metropolitan Museum of Art                  | Musée                                       |
|       | Paysage        | Personnages sur une plage                     | 1863 vers | huile sur panneau                      | 21,9 × 45,4 cm | Rhode Island School of Design Museum                  | Musée consulté le 23/03/2022                |
|       | Paysage        | Plage à Trouville                             | 1863      | huile sur panneau                      | 18,4 × 34,9 cm | Washington, The Phillips Collection                   | Musée consulté le 10/4/2021                 |
|       | Paysage        | Crinolines sur la plage                       | 1863      | huile sur toile                        | 26 × 47 cm     | Toulouse, Fondation Bemberg                           | RMN consulté le 22/03/2022                  |
|       | Paysage        | La plage à Trouville, L'Impératrice Eugénie   | 1863      | huile sur panneau                      | 52 × 75 cm     | Glasgow, Collection Burrell                           | Musée consulté le 25/03/2022                |
|       | Paysage        | Jetée et quai à Trouville                     | 1863      | huile sur panneau                      | 35 × 58 cm     | Washington, National Gallery of Art                   | Musée consulté le 04/04/2022                |
|       | Paysage        | Vacanciers sur la plage de Trouville          | 1864      | huile sur toile                        | 26 × 48 cm     | Minneapolis Institute of Arts                         | Musée consulté le 16/04/2022                |
|       | Paysage        | L'Embarcadère à Trouville                     | 1864      | huile sur panneau                      | 30 × 48 cm     | Collection privée, Vente 2008                         | Catalogue Christie's consulté le 23/03/2022 |
|       | Scène de genre | Plage à Trouville                             | 1864-1865 | huile sur bois                         | 27 × 49,1 cm   | Washington, National Gallery of Art                   | Musée                                       |
|       | Paysage        | La Plage de Trouville                         | 1865      | huile sur toile                        | 38 × 62,8 cm   | musée d'Art de l'université de Princeton              | Musée                                       |
|       | Paysage        | La Plage, près de Trouville                   | 1865      | huile sur panneau                      | 36 × 58 cm     | Tokyo, Musée Artizon                                  | Musée consulté le 25/03/2022                |
|       | Scène de genre | La Plage de Trouville                         | 1865      | huile sur carton                       | 26,5 × 40,3 cm | Paris, musée d'Orsay                                  | Musée consulté le 23/03/2022                |
|       | Scène de genre | Scène de plage                                | 1865-1867 | huile sur panneau                      | 34,7 × 57,7 cm | Cleveland Museum of Art                               | Musée                                       |
|       | Portrait       | La Princesse Pauline Metternich sur la plage  | 1865-1867 | huile sur carton marouflé sur bois     | 29,5 × 23,5 cm | New York, Metropolitan Museum of Art                  | Musée                                       |
|       | Scène de genre | Sur la plage de Trouville                     | 1867      |                                        | 11 × 24 cm     | collection privée, Vente 2008                         | Catalogue Christie's consulté le 25/03/2022 |
|       | Scène de genre | Plage de Trouville                            | 1867      | huile sur toile                        | 63 × 89 cm     | musée national de l'Art occidental, Tokyo             | Musée                                       |
|       | Scène de genre | La Plage de Trouville                         | 1867      | huile sur bois                         | 32 × 48 cm     | Musée d'Orsay, Paris                                  | Musée consulté le 16/04/2022                |
|       | Scène de genre | Scène de plage à marée basse                  | 1867      | huile sur toile                        | 31 × 48 cm     | Bowes Museum, Barnard Castle                          | Musée consulté le 05/04/2022                |
|       | Portrait       | Dame en blanc sur la plage de Trouville       | 1869      | huile sur carton                       | 31,4 × 48,6 cm | Le Havre, musée d'Art moderne André-Malraux           | Musée consulté le 27 février 2018           |
|       | Portrait       | Personnages sur une plage à Trouville         | 1869      | huile sur panneau                      | 29 × 47 cm     | Madrid, musée Thyssen-Bornemisza                      | Musée                                       |
|       | Scène de genre | La Plage à Trouville                          | 1869      | huile sur panneau                      | 22,5 × 36,5 cm | musée d'Art de Saint-Louis                            | Musée consulté le 25/03/2022                |
|       | Portrait       | Baigneurs sur la plage de Trouville, Calvados | 1869      | huile sur panneau                      | 30,5 × 48,7 cm | musée d'Orsay, Paris                                  | Musée consulté le 22/03/2022                |
|       | Portrait       | La Plage de Trouville, Calvados               | 1869      | huile sur panneau                      | 30,5 × 48,7 cm | musée d'Orsay, Paris en dépôt au Château de Compiègne | Château consulté le 22/03/2022              |
|       | Paysage        | Scène de plage, Trouville                     | 1870      | huile sur panneau                      | 22 × 46 cm     | National Gallery, Londres                             | Musée consulté le 23/03/2022                |

### Années 1870
| Image | Thème   | Titre                      | Date      | Technique         | Dimensions     | Lieu de Conservation                   | Référence                                   |
| ----- | ------- | -------------------------- | --------- | ----------------- | -------------- | -------------------------------------- | ------------------------------------------- |
|       | Paysage | Scène de plage, Trouville  | 1870-1874 | huile sur bois    | 18 × 46 cm     | Londres, National Gallery              | Musée consulté le 25/03/2022                |
|       | Paysage | Scène de plage à Trouville | 1870-1874 | huile sur panneau | 24 × 37 cm     | New Haven, Yale University Art Gallery | Musée consulté le 22/03/2022                |
|       | Paysage | Trouville. Scène de plage  | 1870-1874 | huile sur panneau | 17 × 33 cm     | Collection privée, Vente 2010          | Catalogue Christie's consulté le 25/03/2022 |
|       | Paysage | Trouville. Scène de plage  | 1871      | huile sur panneau | 19 × 46 cm     | Moscou, Musée Pouchkine                | Musée consulté le 22/03/2022                |
|       | Paysage | Trouville                  | 1871      | huile sur panneau | 18 × 46 cm     | Baltimore, Walters Art Museum          | Musée consulté le 23/03/2022                |
|       | Paysage | Scène de plage à Trouville | 1871      | huile sur panneau | 20 × 47 cm     | Collection privée, Vente 2008          | Catalogue Christie's consulté le 25/03/2022 |
|       | Paysage | Plage à Trouville          | 1873      | huile sur panneau | 21 × 41,3 cm   | Pasadena, Norton Simon Museum          | Musée consulté le 22/03/2022                |
|       | Paysage | La plage de Trouville      | 1873      | huile sur toile   | 19 × 33 cm     | Fitzwilliam Museum, Cambridge          | Musée consulté le 05/04/2022                |
|       | Paysage | Scène de plage, Trouville  | 1873      | huile sur panneau | 15 × 30 cm     | Londres, National Gallery              | Musée consulté le 23/03/2022                |
|       | Paysage | Scéne de plage à Trouville | 1874      | huile sur panneau | 17 × 35 cm     | Collection particulière, Vente 2018    | Catalogue Christie's consulté le 16/04/2022 |
|       | Paysage | La Plage de Trouville      | 1874      | huile sur panneau | 17 × 36 cm     | Collection particulière, Vente 2008    | Catalogue Christie's consulté le 31/03/2022 |
|       | Paysage | Plage à Trouville          | 1875      | huile sur panneau | 12,5 × 24,5 cm | Institut Courtauld                     | Musée consulté le 05/04/2022                |

### Années 1880
Dans les années 1880 les larges crinolines des années 1860 et du début des années 1870 cèdent la place à des silhouettes plus sévères et animées. Les petites filles portent des tabliers et des jupes courtes plutôt que des versions miniatures de la tenue de leur mère.
| Image | Thème          | Titre                                     | Date      | Technique         | Dimensions     | Lieu de Conservation                  | Référence                                |
| ----- | -------------- | ----------------------------------------- | --------- | ----------------- | -------------- | ------------------------------------- | ---------------------------------------- |
|       | Scène de genre | La Conversation sur la plage de Trouville | 1876      | huile sur acajou  | 12,3 × 25 cm   | musée Eugène-Boudin de Honfleur       | Notice Joconde consulté le 22/03/2022    |
|       | Paysage        | La Plage à Trouville                      | 1879 vers | huile sur panneau | 16 × 34 cm     | Musée des beaux-arts de San Francisco | Musée consulté le 23/03/2022             |
|       | Paysage        | Plage à Trouville                         | 1880      | huile sur panneau | 14,9 × 25,1 cm | Pasadena, Norton Simon Museum         | Musée consulté le 22/03/2022             |
|       | Paysage        | Trouville, scène de plage                 | 1880      | huile sur panneau | 18 × 35 cm     | Collection privée, vente 2007         | Antiques                                 |
|       | Paysage        | La Plage à Trouville                      | 1884      | huile sur panneau | 13,7 × 23,4 cm | Édimbourg, Galerie nationale d'Écosse | Musée consulté le 22/03/2022             |
|       | Paysage        | Trouville, scène de plage                 | 1885      | huile sur panneau | 14 × 27 cm     | Collection privée, Vente 2018         | Catalogue Bonhams consulté le 22/03/2022 |
|       | Paysage        | Sur la plage, Trouville                   | 1887      | huile sur bois    | 18 × 33 cm     | Washington, National Gallery of Art   | Musée consulté le 22/03/2022             |
|       | Paysage        | Plage à Trouville                         | 1888      | huile sur panneau | 14,3 × 23,8 cm | Pasadena, Norton Simon Museum         | Musée consulté le 22 Mars 2022           |

### Années 1890
À partir de 1890, ses peintures deviennent de vastes paysages de bord de mer, à peine ponctués de quelques silhouettes lointaines
| Image | Thème   | Titre                       | Date      | Technique       | Dimensions     | Lieu de Conservation                      | Référence                    |
| ----- | ------- | --------------------------- | --------- | --------------- | -------------- | ----------------------------------------- | ---------------------------- |
|       | Paysage | Trouville, la plage         | 1887-1896 | huile sur toile | 36,5 × 58,4 cm | New York, Brooklyn Museum                 | Musée                        |
|       | Paysage | La Plage à Trouville        | 1890 vers | huile sur toile | 37 × 58 cm     | National Gallery, Londres                 | Musée                        |
|       | Paysage | Une plage près de Trouville | 1895      | huile sur toile | 54 × 81 cm     | Barber Institute of Fine Arts, Birmingham | Musée consulté le 05/04/2022 |